# Juan de Angustina Carasa
Juan de Angustina Carasa (también llamado Juan de Agustina, y apodado "Capitán Juan de Carasa" en ciertos escritos relativos a la batalla de Lepanto) fue militar, marinero y Contador del Rey, nacido en la localidad de Carasa, en Voto (Cantabria, España), hacia el año 1535, muere en 1598. 

## Biografía

### Batalla de Lepanto

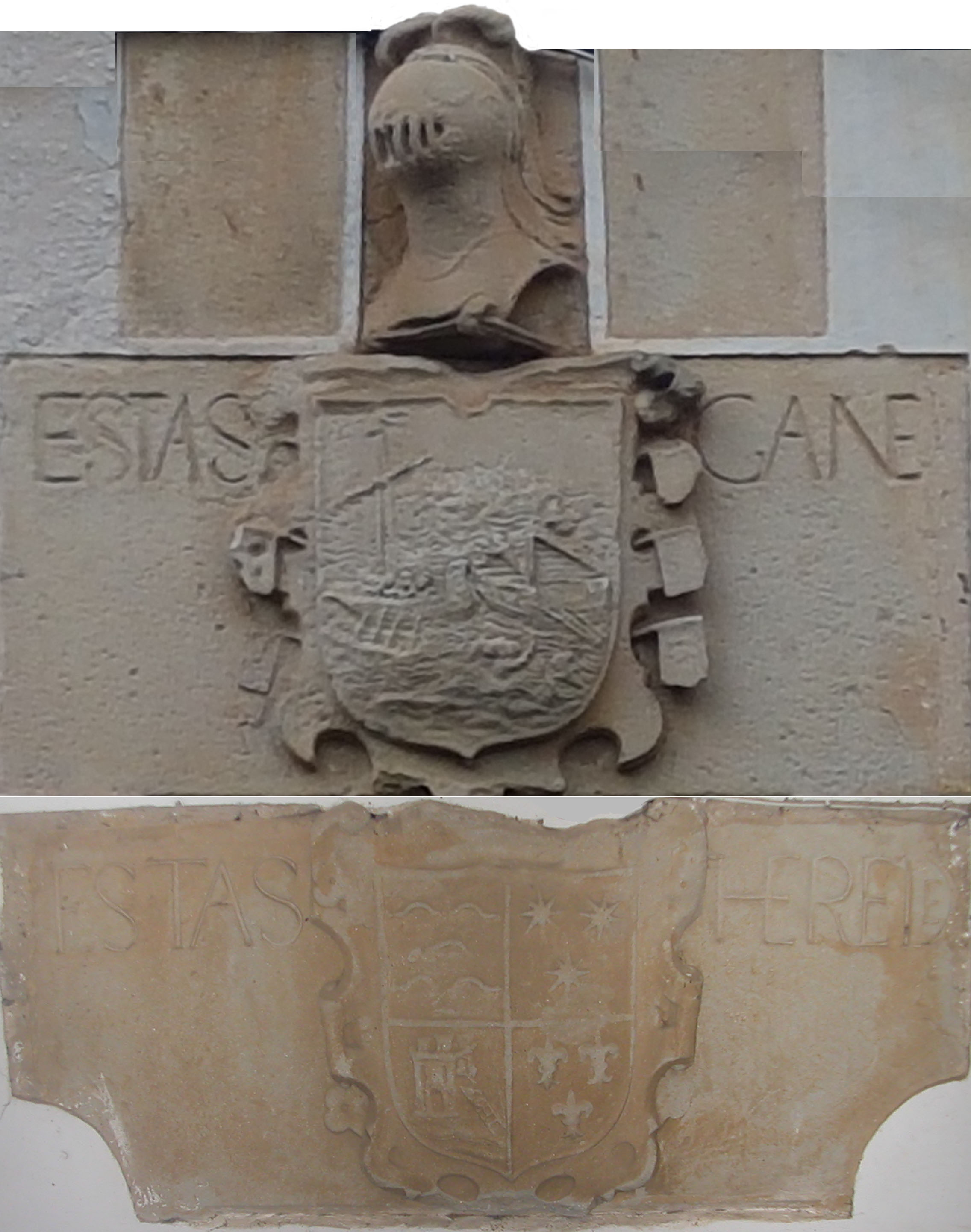
Blasones de Lepanto en Carasa

Fue capitán de "La Determinada" : una de las galeras españolas que combatió en la Batalla de Lepanto el 7 de octubre de 1571. Durante la batalla, su galera actuó en el ala derecha del cuerpo de batalla dirigida por Juan Andrea Doria. Uluj Alí atacó a varias galeras de la Orden de Malta pero Álvaro de Bazán en persona, con las diez galeras que quedaban en retaguardia, pudo salvar la situación y obligar a Uluj Alí a emprender la retirada. Juan intervino en esta retirada donde galeras de Juan Andrea Doria persiguieron a las galeras de Uluj Alí. Según las fuentes, la versión de los hechos puede cambiar. Noticias genealógicas del linaje de Agustina en Carasa (1), revelan que al mando de una de las galeras cristianas "Juan se hizo de dos galeras, una de ellas de la comunes, y la otra la del Gran Turco". En un libro de Basoa (2) se dice que apresó una galera turca y su estandarte en la batalla naval de Lepanto. En su merced de ventaja (3), el Rey Felipe II rinde homenaje a su actuación durante la batalla y a su lealtad : "Por cuánto teniendo consideración los muchos años que me ha servido el capitán Juan Agustina Carasa de capitán de una de las galeras de Nápoles y de otra de las de España estándo las unas de las otras a cargo del Marqués de Santa Cruz y que en la batalla naval habiendo peleado animosamente, tomó con su Galera la patrona de Uluj Alí y dos galeotas, además de la satisfacción que ha dado en otras cosas que se le han encomendando de mi servicio...."
En su casa del barrio de Rioseco en Carasa labra dos blasones que existen todavía hoy en día. El primero: el blasón de Angustina con el lema "Estas (Armas) Herede", y el segundo escudo con el lema "Estas (armas) gane" con dos galeras embestidas simbolizando la victoria de Lepanto. 

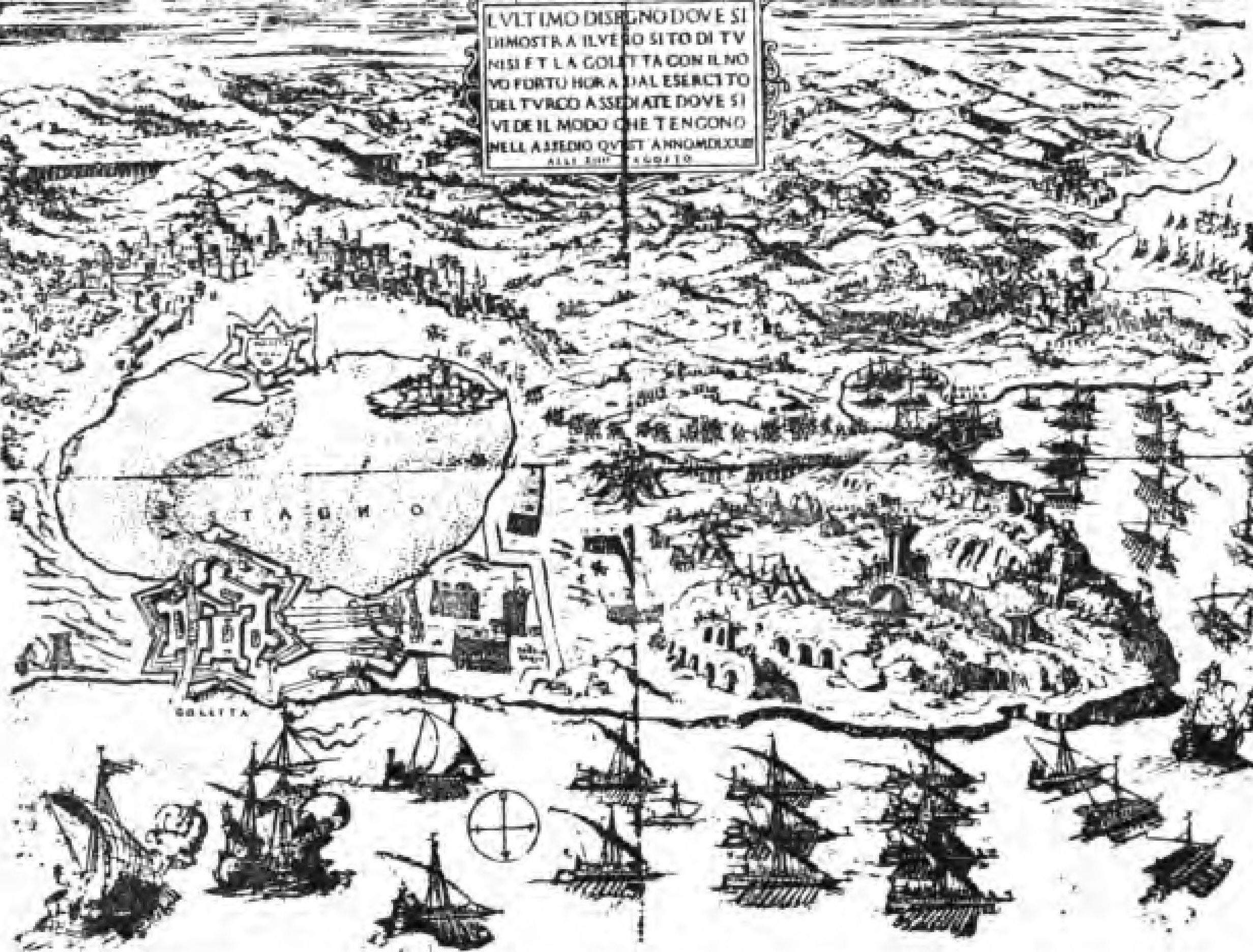
Toma de Túnez en 1573

Tras la Batalla de Lepanto, Juan de Agustina Carasa participó con Álvaro de Bazán en una ofensiva rápida donde Don Juan de Austria tomó Túnez en el mes de octubre de 1573. En diciembre de 1576 Álvaro de Bazán fue nombrado Capitán General de las Galeras de España y Juan es Contador para las galeras del norte de España, encargado de mantener en alerta las galeras de combate, asumiendo la responsabilidad de las funciones administrativas, financieras, operativas, técnicas y militares.

### Contador del Rey
A partir de 1577, se instala en Villarcayo donde es Contador de las Merindades de Castilla la Vieja, finanzando el negocio entre la Castilla y el puerto de Laredo donde su primo, Mateo de Agustina es Corregidor Perpetuo de la Villa de Laredo entre 1588 y 1600 (4). En 1593 Juan regresa a Laredo como Contador General de las Galeras del Reino de España nombrado por Felipe II (5) instalándose en el Palacio renacentista del actual Ayuntamiento de Laredo y gestionando, con la junta de corregidores de Laredo, la cuenca marítima de Laredo que abarca, en el estuario del Asón, Limpias, Angustina y  Colindres donde radican los Astilleros de Falgote. En la segunda mitad del siglo XVI, Laredo desempeña un papel fundamental tanto como puerto de embarque de todas las mercancías de Castilla (lana, trigo, etc) para abastecer a España, a Flandres y al Nuevo Mundo y también que como puerto principal de construcción naval, tanto de guerra como civil del Norte de España.  
En 1594, Juan señala el estado de declive de la flota de galeras al Rey debido a los recursos afectados cada vez más escasos, pero los esfuerzos se concentran en la fabricación de naos y galeones más adaptados a la navegación en alta mar. Muere en 1598 y su casa de Carasa es heredada en 1598 por Isabel de Santayana, que posteriormente esposa en segundas nupcias a Juan del Castillo Alvarado que releva a Juan de Agustina Carasa al mando de los arsenales. En 1618, Felipe III decide hacer reales a los arsenales de Falgote para darles un nuevo impulso y de allí se seguirán botando los mayores galeones de su época en el mundo.

### Capilla en la Iglesia de Carasa

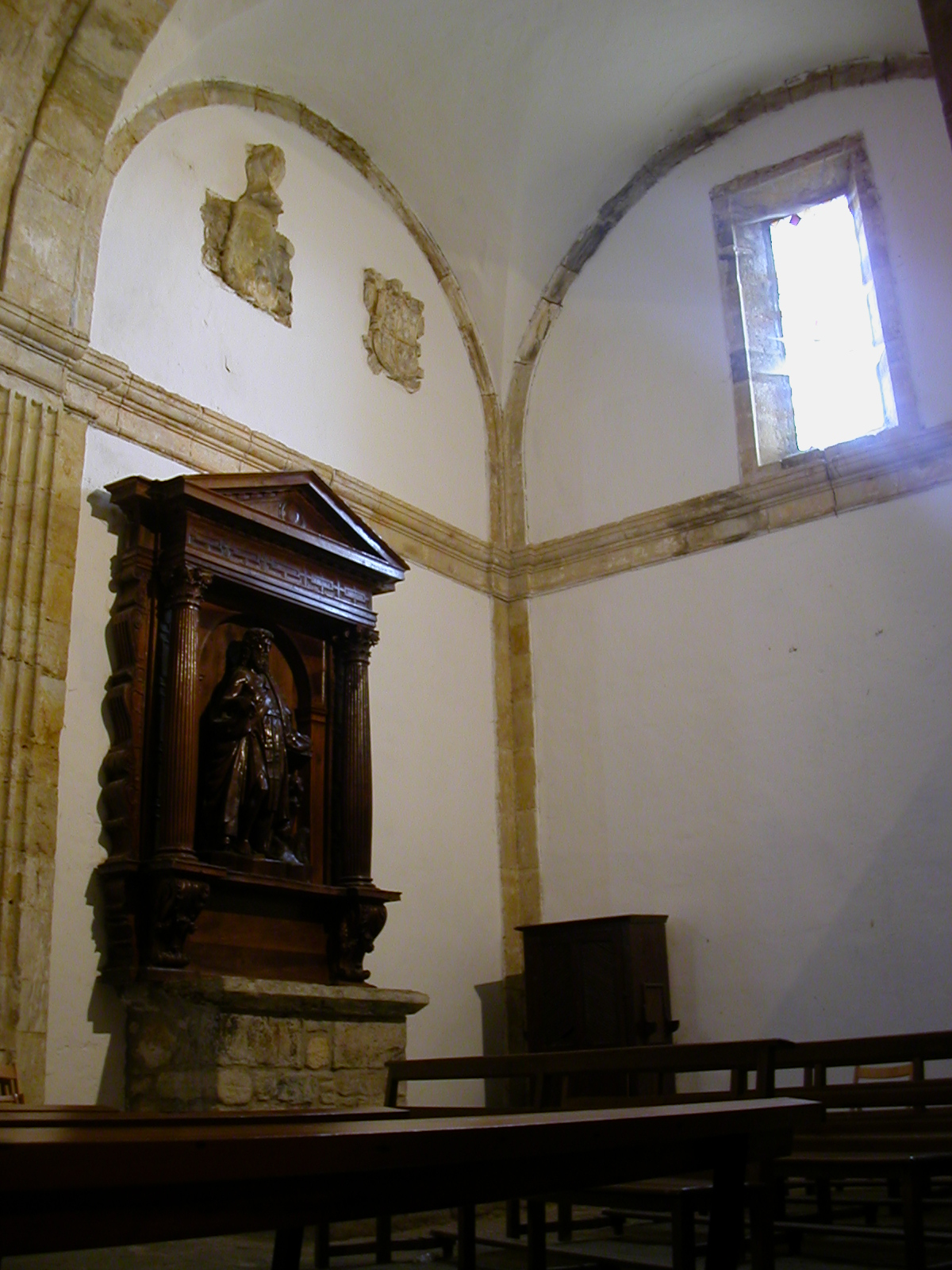
Capilla del Capitán Juan de Agustina, iglesia de Carasa.

En 1585, Juan manda construir a Juan Sebastián de las Landeras una capilla en la Iglesia Santa María de Carasa, "para que hiziese cruzero con la capilla de los Maza de la dicha yglesia". La capilla situada a la derecha frente al altar, alberga un retablo representando a San Juan Bautista y sobre la imposta dos escudos de la familia Agustina. Es muy probable que le dedicaría la capilla a San Juan Bautista en homenaje à Juan de Austria, comandante de la flota cristiana de la Batalla de Lepanto. A finales del siglo XVI, Juan de Agustina Carasa regresa a su pueblo de Carasa con una Cruz de la Victoria realizada con madera y un cabo de amarre de su galera "La Determinada". También trajo el "pendón" de una de las dos galeras turcas que apresó en Lepanto como trofeo. Se conservó en la Iglesia de Santa María de Carasa (Cantabria) hasta que quedase destruido durante la guerra civil española, en verano del 1936.